# Узкотелки
Узкоте́лки (лат. Colydiinae) — подсемейство жуков семейства зоферид. В России — 30 видов. Источник оценки: Г. С. Медведев [1995]. Ранее рассматривалось в качестве отдельного семейства Colydiidae. Самые ранние находки подсемейства в ископаемом состоянии были сделаны в меловом бирманском янтаре.

## Описание
Жуки небольших размеров, в длину достигают не более 7 мм. Тело удлинённое.

## Экология
Живут большей частью под корой и в древесине, часто в ходах короедов и других насекомых. Некоторые роды обитают в почве. Большинство жуков и личинок хищники, но некоторые могут питаться плесневыми грибами.

## Систематика
Роды: Ablabus — Acolophoides — Acostonotus — Allobitoma — Aulonium — Bitoma — Bulasconotus — Chorasus — Cicablabus — Ciconissus — Colobicus — Colydium — Corticus — Coxelus — Diodesma — Diplagia — Endophloeus — Epistranodes — Epistranus — Faecula — Glenentela — Helioctamenus — Heterargus — Hybonotus — Langelandia — Lascobitoma — Lasconotus — Lobomesa — Lyreus — Microprius — Norix — Nosodomodes — Notocoxelus — Orthocerus — Pristoderus — Prosteca — Rhopalocerus — Rytinotus — Syncalus — Synchita — Tarphiablabus — Tarphiomimus — Tarphius — Tentablabus — Todimopsis — Trachypholis — Xylolaemus …